# Ugia calescens
Ugia calescens là một loài bướm đêm trong họ Erebidae.